# Opération Badr (1985)
Pour les articles homonymes, voir Opération Badr.
Cet article concerne l'opération iranienne de la guerre Iran-Irak. Pour opération égyptienne de la guerre du Kippour, voir Opération Badr (1973).
Guerre Iran-Irak
Batailles
- Opération Kaman 99
- Bataille de Khorramchahr
- Siège d'Abadan
- Opération Morvarid

- Bataille de Nasr
- Attaque sur H-3

- Opération Samen-ol-A'emeh
- Victoire Indéniable
- Beit ol-Moqaddas
- Ramadan

- Opération Anfal
- Valfajr 2
- Valfajr 6
- Badr
- 1re bataille d'Al Faw
- Kerbala 5 et 6
- Nasr 4

- Opération Nous nous en remettons à Dieu
- Opération Mersad

- Opération Sugar
- Opération Earnest Will
- Opération Prime Chance
- Opération Eager Glacier
- Incident de Bridgeton
- Opération Praying Mantis

- Opération Opéra (raid israélien)
- Incident de l’USS Stark
- Vol Iran Air 655

L’opération Badr est une opération militaire iranienne menée du 10 au 20 mars 1985 pendant la guerre Iran-Irak. Elle permet de capturer une portion de l'autoroute reliant Bagdad à Bassora en Irak mais la contre-attaque de l'armée irakienne conduit à une guerre d'usure sans fin.

## Prélude
Après l'échec de la capture de Bassora en 1982, l'Iran lance l'opération Kheibar en 1984 afin de capturer l'autoroute reliant Bagdad-Bassora. L'opération échoue, les Iraniens mettent alors au point l'opération Badr. Celle-ci est nommée sans coïncidence d'après la première victoire militaire du Prophète Mahomet à La Mecque il y a des siècles.
L'objectif principal de l'opération est donc de retenter de prendre l'autoroute, lien vital entre les deux grandes villes et pour le ravitaillement des forces irakiennes présentes sur le front. 100 000 hommes sont directement mobilisés, auxquels s'ajoutent 60 000 réservistes. L'Iran réorganise ses Pasdan et ses Basij en unités plus conventionnelles, conscient de leur échec dans le passé. Bien que dépassant numériquement les Irakiens, les Iraniens étaient mal entraînés et manquaient d'équipement lourd, de blindés, d'artillerie et de soutien aérien pour appuyer l'opération, le gouvernement iranien payant les frais de l'embargo sur les armes imposé par les États-Unis.

## Déroulement de l'opération
Le 11 mars, 100 000 soldats iraniens déferlent sur l'île de Majnoon (en). Ils débarquent à al-Qournah, où l'Euphrate longe l'autoroute Bagdad-Bassora. Une partie de cette dernière est capturée, mais l'Irak lance une contre-offensive en faisant usage d'artillerie, de frappes aériennes et de divisions blindées depuis le nord. C'est également la première fois du conflit où des unités de la garde républicaine irakienne sont engagées.
La puissante offensive iranienne parvient cependant à percer les lignes irakiennes. Les Pasdaran soutenus par des blindés et de l'artillerie pénètrent dans al-Qournah par le nord. En deux jours d'offensive, les Iraniens progressent de 16 kilomètres sur le territoire irakien. 30 000 autres soldats iraniens viennent prendre position sur le Tigre et le traversent en utilisant trois ponts flottants la même nuit, dont l'un était en mesure de laisser passer des véhicules blindés.
Saddam Hussein répond en lançant des attaques chimiques contre les positions iraniennes le long de l'autoroute et en initiant la « seconde guerre des villes », bombardements des villes iraniennes fortement peuplées, dont Téhéran. Les tranchées iraniennes sont par ailleurs inondées par l'eau du Tigre. Les Iraniens sont alors finalement forcés de battre en retraite. L'autoroute est reprise totalement par les forces irakiennes.